# Єзьорко (Свентокшиське воєводство)
Єзьорко (пол. Jeziorko) — село в Польщі, у гміні Нова Слупя Келецького повіту Свентокшиського воєводства.
Населення — 773 особи (2011).
У 1975—1998 роках село належало до Келецького воєводства.

## Демографія
Демографічна структура на день 31 березня 2011 року:
|          | Загалом | Допрацездатний вік | Працездатний вік | Постпрацездатний вік |
| -------- | ------- | ------------------ | ---------------- | -------------------- |
| Чоловіки | 376     | 70                 | 259              | 47                   |
| Жінки    | 397     | 74                 | 230              | 93                   |
| Разом    | 773     | 144                | 489              | 140                  |